# Hydrolagus matallanasi
Hydrolagus matallanasi es una especie que integra el género Hydrolagus, de la familia Chimaeridae. Este pez habita a grandes profundidades en el océano Atlántico sudoccidental, próximo a las costas del centro-este de América del Sur, pertenecientes a Brasil.
Se lo ha capturado a profundidades comprendidas entre los 400 a los 736 metros. Fue descubierto en el año 2001 por científicos brasileños que viajaban como observadores en un barco pesquero español, el cual lo capturó a gran profundidad. Recién fue dado a conocer a la ciencia en el año 2004.
Pertenece a un grupo de peces que no ha sufrido cambios en los últimos 150 millones de años.  
Presentan un largo total que va desde los 40 a los 70 cm. Su aspecto es inusual, pues no se parece a otros peces. Sus aletas pectorales son similares a alas, la aleta dorsal termina en una punta, y la cola es muy larga y con forma de látigo. Vive en aguas donde jamás llega la luz del sol, por lo que la oscuridad es total, por lo que detecta la radiación electromagnética emitida por otras criaturas marinas gracias a nervios especializados que presenta a los lados de su cuerpo.
El nombre específico rinde honor al científico español Jesús Matallanas.